# Герб Монастириського району
Герб Монастириського району — символ Монастириського району.
Автор проекту — А. Гречило (районною радою було внесено незначні зміни).

## Опис
Малий герб являє собою заокруглений щит синього фону, обрамлений золотою каймою. У центральній частині щита — три тонкі ламані балки: верхня — золота, середня — синя, нижня — срібна, — над ними три золотих купола монастиря, під ними — дві золоті лілеї.
Геральдичні балки утворюють літеру «М» і вказують на назву району. Золота смуга (жовта) символізує річку Золота Липа, синя — річку Дністер, а срібна (біла) — річку Коропець. Купола уособлюють давній монастир, що дав назву місту і району. Лілеї — геральдичний символ Богородиці, який уособлює чистоту і невинність.
Щит увінчує стилізований територіальний вінець, що вказує на приналежність герба саме району та характеризує його рослинність (зубці вінця вирішені у формі стилізованих листків липи та дуба).